# Quadrangle Borealis
El quadrangle Borealis és un dels 15 quadrangles definits del reticulat cartogràfic adoptat de la Unió Astronòmica Internacional per Mercuri. Comprén el tros de la superfície de Mercuri més amunt del paral·lel 70º de latitud N i és identificat amb el codi H-1.
Borealis Planitia és l'estructura geològica present al seu interior triada com epònim pel quadrangle mateix. Aquesta denominació ha estat adoptada el 1976 després que la missió Mariner 10 disposara de les primeres imatges de la superfície de Mercuri. Abans s'anomenava quadrangle Borea, nom de la característica d'albedo que havia estat històricament definida per la regió àrtica de Mercuri. Abans de l'estandardització del nom, als primers mapes produïts amb les imatges de la Mariner 10, també va ser conegut com quadrangle Goethe prenent el nom del cràter Goethe.
Durant els tres sobrevols planetaris de Mercuri sobre meitat de la regió estava més enllà del terminador i les trajectòries de vol no eren molt favorables per la classificació d'aquesta zona de Mercuri, car només hi havia disponible una cartografia parcial. Després de la missió MESSENGER es va poder completar el mapa i millorar el detall de la part ja coneguda.
La regió està dominada per la vasta zona plana coneguda com Borealis Planitia; els cràters principals són Aristoxenus, Goethe, Purcell i Van Dijck

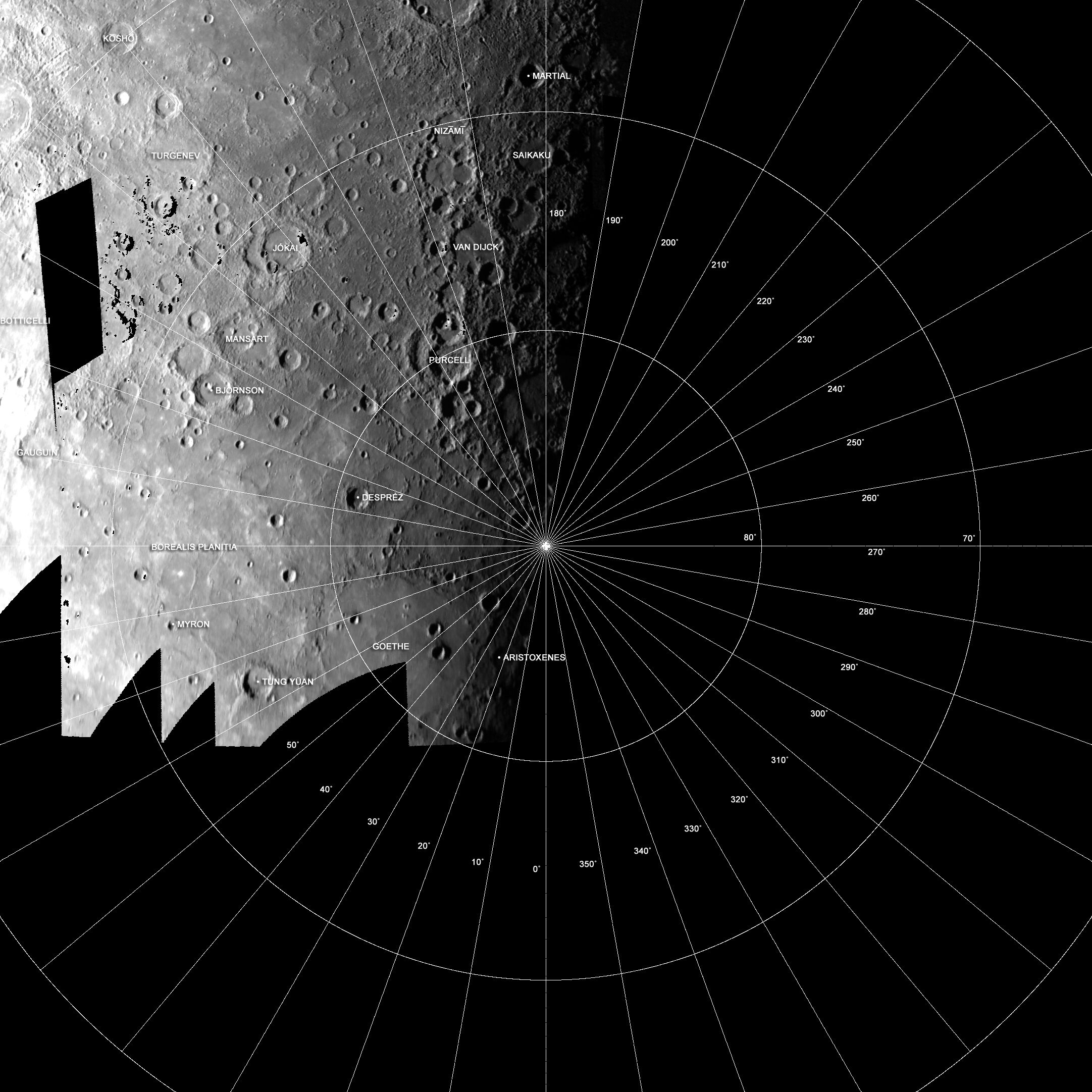
El quadrangle Borealis en un collage d'imatges preses per la Mariner 10.